# Agència Espacial Europea
L'Agència Espacial Europea (European Space Agency, ESA  escoltar (?·pàg.), francès: Agence spatiale européenne  escoltar (?·pàg.), ASE; alemany: Europäische Weltraumorganisation) és una organització intergovernamental de 22 estats participants dedicada a l'exploració de l'espai. Fundada el 1975 i amb seu a París, l'ESA té un personal global d'uns 2.200 treballadors el 2018 i un pressupost anual d'uns 7.200 milions d'euros el 2022.
El programa de vols espacials de l'ESA inclou el vol espacial tripulat (principalment mitjançant la participació al programa de l'Estació Espacial Internacional); el llançament i l'operació de missions d'exploració no tripulades cap a altres planetes i la Lluna; Observació de la terra, ciència i telecomunicacions; disseny de vehicles de llançament; i mantenir un important port espacial, el Port Espacial de Kourou, Guaiana Francesa. El principal vehicle de llançament europeu Ariane 5 és operat a través d'Arianespace amb la participació de l'ESA en els costos del llançament i el desenvolupament d'aquest vehicle de llançament. L'agència també treballa amb la NASA per fabricar el mòdul de servei de la nau espacial Orion, que serà transportada en el Space Launch System. El European Space Agency Science Programme és un programa a llarg termini de missions de ciència i exploració espacial.

## Història

### Orígens
El 14 de juny de 1962 es va crear l'Organització Europea de Recerca a l'Espai (European Space Research Organization, ESRO), organisme orientat principalment al desenvolupament de satèl·lits. Quasi al mateix període alguns governs europeus volgueren iniciar activitats en el camp de la construcció de transportadors per a satèl·lits, Això va donar lloc a l'Organització Europea per al Desenvolupament i Llançament de Vehicles Espacials (European Space Vehicle Launcher Development Organization, ELDO), que tenia com a finalitat desenvolupar el projecte del gran transportador Europa. A principis del 1964 les dues organitzacions estaven operatives. La ELDO reunia als estats membres de la Unió Europea Occidental, Àustria i altres estats no membres aleshores de la Unió, com Espanya i Dinamarca, mentre que estaven exclosos països neutrals com Suïssa i Suècia. La ESRO agrupava tots els països de l'Europa occidental amb poques i insignificants excepcions. Com a fruit del programa d'inversions de la ESRO, sorgeixen el Centre Europeu de Recerca i Tecnologia Espacials (European Space Research and Technology Centre, ESTEC), encarregat del desenvolupament de satèl·lits i vehicles espacials, i el Centre Europeu d'Operacions Espacials (European Space Operations Centre, ESOC), responsable del control de les operacions dels satèl·lits en òrbita.
L'any 1973, amb l'acord global de tots els països membres, s'aproven tres projectes: l'Spacelab, l'Ariane i el Marots. També es pren la decisió fonamental de crear l'Agència Espacial Europea (ESA), amb la ratificació per part de 10 estats aquesta es funda de forma efectiva el 1975.

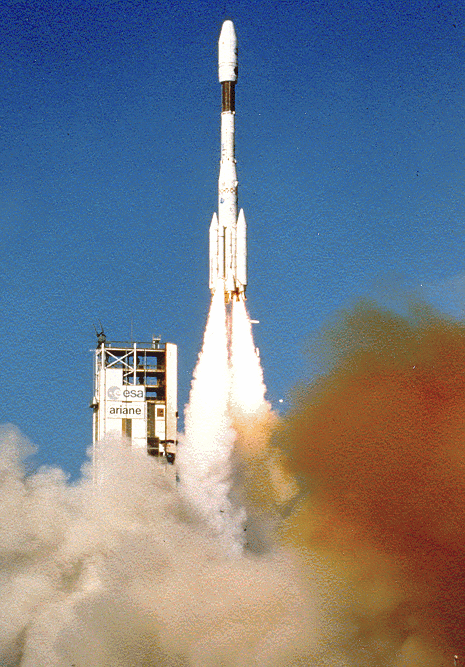
Coet Ariane 4

### Els inicis de l'ESA
La primera missió científica de l'ESA fou l'any 1975, el Cos-B, un programa de proves de monitoratge d'emissions de rajos gamma a l'univers.
El projecte estrella de l'ESA és el programa Ariane consistent en una sèrie de sistemes de llançament. Durant els anys 80, la ESA va desenvolupar diferents models del coet. La versió més usada fou l'Ariane 4, que fou operativa entre el 1988 i el 2003, i que consagrà l'ESA com la líder en llançaments comercials.

### L'ESA actualment
Actualment l'ESA opera amb l'Ariane 5, una nova versió del coet, que si bé tingué uns primers llançaments infructuosos (els anys 1996 i 1997), a hores d'ara és indiscutiblement un dels més exitosos del món. Tot i això, ja s'ha començat a dissenyar el futur Ariane 6.

## Missió
Els plans de l'ESA es poden dividir en tres categories: 
- L'ESA vol mantenir els seus projectes de recerca i desenvolupament de sistemes de propulsió, per reduir-ne els costos.
- Observació espacial, amb el llançament de satèl·lits per l'estudi del cosmos. Aquí cal remarcar la seva participació en l'Estació Espacial Internacional, ISS.
- Exploració i descoberta de planetes dins i fora del sistema solar. Exemples d'aquest objectiu són els reeixits llançaments i aterratges de sondes d'exploració de superfície a Mart, com els aterratges dels Rovers a Mart.

Jean-Jacques Dordain, director general de l'ESA del 2003 al 2015, va descriure la missió de l'Agència Espacial Europea així:
| « | Les activitats espacials d'avui en dia cerquen el benefici dels ciutadans. I aquests demanen una millor qualitat de vida a la Terra; volen més seguretat i benestar econòmic; però també volen perseguir els seus somnis; augmentar el seu coneixement; també volen que la gent jove se senti atreta a seguir la ciència i la tecnologia. Penso que l'espai pot aconseguir tot això: pot aportar una qualitat de vida més elevada, millorar la seguretat, augmentar el benestar econòmic i també assolir els somnis dels nostres ciutadans i la seva set de coneixement i atraure la generació més jove. Aquesta és la raó per la qual l'exploració espacial és una part del conjunt d'activitats espacials. Sempre ho ha estat, i ho serà encara més en el futur. | » |

## Programes
- Programa Copernicus[14]
- Cosmic Vision
- ExoMars[15]
- Fast 20XX
- Galileo[16]
- Horizon 2000
- Living Planet Programme

## Flota de vehicles de llançament
L'ESA compta amb una gamma de vehicles de llançament per cobrir diversos segments del mercat. Actualment compta amb tres coets principals: Ariane 5, Soiuz-2 i Vega. Els antetiors coets Ariane 1, 2, 3 i 4 ja s'han retirat de servei.
Actualment estan desenvolupant nous vehicles de llançament: 
- El lleuger Vega C, substituirà el coet Vega en el que es basa. El seu primer tram P120C és més potent i serà utilitzat també com a coets acceleradors per l'Ariane 6. Està previst el seu primer enlairament el juny del 2021.[19]
- El pesant Ariane 6 que substituirà a l'Ariane 5. Amb dues configuracions amb 2 o 4 acceleradors P120C, permetrà major flexibilitat i reducció de costos respecte a l'Ariane 5. Està previst el seu primer vol a mitjans del 2022.[19][20]

A la reunió interministerial del 2019 l'ESA va aprovar el programa «Boost!», que pretén donar suport a iniciatives privades de transport espacial, especialment en tecnologies com els vehicles de llançament lleugers o remolcadors espacials. Com a part d'aquest programa durant el 2020 ja s'han garantit diverses subvencions a companyies privades que estan desenvolupant coets capaços de posar en òrbita coets lleugers.

## Estats membres de l'Agència Espacial Europea
La següent llista conté tots els estats membres i associats a l'Agència Espacials Europea, la seva data de ratificació de l'acord i les seves contribucions al pressupost de 2020:
| Estat membre/Font                             | Convenció de l'ESA     | Programa nacional                                    | Contr. (mill. €) | Contr. (%) | Contr. per capita (€) |
| --------------------------------------------- | ---------------------- | ---------------------------------------------------- | ---------------- | ---------- | --------------------- |
| Àustria                                       | 30 de desembre de 1986 | Agència Espacials Austríaca                          | 512,0            | 10,0%      | 5.37                  |
| Bèlgica                                       | 3 d'octubre de 1978    | Oficina Federal de Polítiques sobre Ciència (BELSPO) | 2.100,0          | 43,0%      | 17.82                 |
| República Txeca                               | 12 de novembre de 2008 | Ministeri de Transport                               | 447,0            | 9,0%       | 3.06                  |
| Dinamarca                                     | 15 de setembre de 1977 | DTU Space                                            | 338,0            | 7,0%       | 5.47                  |
| Estònia                                       | 4 de febrer de 2015    | Oficina de l'Espai Estoniana                         | 37,0             | 1,0%       | 1.97                  |
| Finlàndia                                     | 1 de gener de 1995     | Agència de Negocis Finlandesa                        | 274,0            | 6,0%       | 3.52                  |
| França                                        | 30 d'octubre de 1980   | CNES                                                 | 13.117,0         | 269,0%     | 14.30                 |
| Alemanya                                      | 26 de juliol de 1977   | Centre Aeroespacial Alemany (DLR)                    | 9.817,0          | 201,0%     | 11.11                 |
| Grècia                                        | 9 de març de 2005      | Agència Espacial Hel·lènica                          | 206,0            | 4,0%       | 0.98                  |
| Hongria                                       | 24 de febrer de 2015   | Agència Espacial Hongaresa                           | 117,0            | 2,0%       | 0.63                  |
| Irlanda                                       | 10 de desembre de 1980 | Agència de Negocis Irlandesa]                        | 248,0            | 5,0%       | 3.60                  |
| Itàlia                                        | 20 de febrer de 1978   | Agència Espacial Italiana (ASI)                      | 6.658,0          | 137,0%     | 7.77                  |
| Luxemburg                                     | 30 de juny de 2005     | Luxinnovation                                        | 299,0            | 6,0%       | 44.19                 |
| Països Baixos                                 | 6 de febrer de 1979    | Oficina Espacial dels Països Baixos                  | 1.003,0          | 21,0%      | 5.32                  |
| Noruega                                       | 30 de desembre de 1986 | Agencia Espacial Noruega                             | 863,0            | 18,0%      | 12.09                 |
| Polònia                                       | 19 de novembre de 2012 | Agència Espacial Polonesa (POLSA)                    | 384,0            | 8,0%       | 0.91                  |
| Portugal                                      | 14 de novembre de 2000 | Fundação para a Ciência e Tecnologia                 | 210,0            | 4,0%       | 1.77                  |
| Romania                                       | 22 de desembre de 2011 | Agència Espacial Romanesa                            | 343,0            | 7,0%       | 2.18                  |
| Espanya                                       | 7 de febrer de 1979    | INTA                                                 | 2.495,0          | 51,0%      | 4.39                  |
| Suècia                                        | 6 de març de 1976      | Agència Nacional Sueca de l'Espai (SNSA)             | 832,0            | 17,0%      | 7.15                  |
| Suïssa                                        | 19 de novembre de 1976 | Oficina Espacial Suïssa (SSO)                        | 1.670,0          | 34,0%      | 17.61                 |
| Regne Unit                                    | 28 de març de 1978     | Agència Espacial del Regne Unit (UKSA)               | 4.643,0          | 95,0%      | 5.05                  |
| Altres                                        | —                      | —                                                    | 1.813,0          | 37,0%      |                       |
| Membres de no ple dret                        |                        |                                                      |                  |            |                       |
| Canadà                                        | 1 de gener de 1979     | CSA                                                  | 280,0            | 6,0%       | 0.53                  |
| Eslovènia                                     | 5 de juliol de 2016    |                                                      | 32,0             | 1,0%       | 1.31                  |
| Total aportat pels estats membres i associats |                        |                                                      | 4,9              | 100%       |                       |
| Unió Europea                                  | 28 de maig de 2004     | Política Espacial de la Unió Europea                 | 1,7              | 930,0%     | 2.56                  |
| EUMETSAT                                      | —                      | —                                                    | 543,0            | 30,0%      |                       |
| Altres ingressos                              | —                      | —                                                    | 724,0            | 40,0%      |                       |
| Total d'altres socis institutionals           |                        |                                                      | 1,8              | 100%       |                       |
| Total ESA                                     |                        |                                                      | 6,7              |            |                       |

Notes
1. ↑  Pels estats europeus i el Canadà les dades de població són de l'1 de gener de 2018.«Population on 1 January» (en anglès).   Eurostat. [Consulta: 24 desembre 2020].«Canada's population estimates, fourth quarter 2017» (en anglès), 22-03-2018. [Consulta: 24 desembre 2020].
2. 1 2 3  Aquests estats es consideren signatàries inicials, però com que no formaven part anteriorment de l'ESRO ni l'ELDO l'acord no va entrar en vigor fins que 10 estats fundadors el van subscriure.
3. 1 2 3 4 5 6 7 8 9 10  Els estats fundadors i signataris inicials van establir l'entrada en força de l'acord de fundació de l'ESA pel 30 d'octubre de 1980. Aquests països també eren membres anteriors de ELDO i/o l'ESRO.[23]
4. 1 2 3 4 5 6 7 8 9  Els membres acceptats posteriorment mitjançat un acord d'adhesió.[24][25][26][27][28][29][30]
5. ↑  Canadà és un estat cooperador de l'ESA.[31][32]
6. ↑  Framework Agreement establishing the legal basis for cooperation between ESA and the European Union came into force in May 2004.

## Instal·lacions

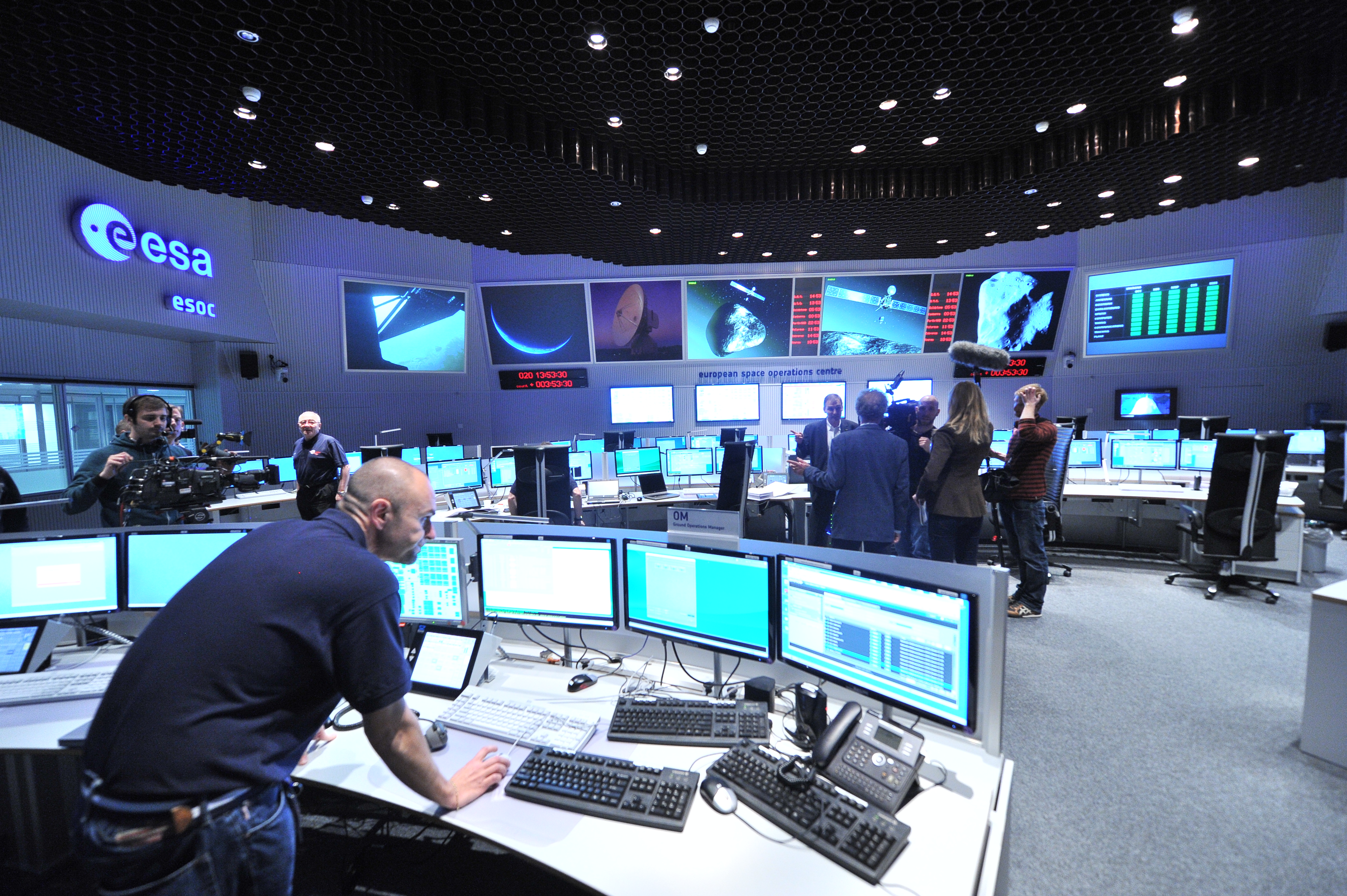
Control de missió de l'ESA a l'ESOC a Darmstadt, Alemanya

- ESA Headquarters (HQ), París, França
- European Space Operations Centre (ESOC), Darmstadt, Alemanya
- European Space Research and Technology Centre (ESTEC), Noordwijk, Països Baixos
- European Space Astronomy Centre (ESAC), Madrid, Espanya[35]
- European Centre for Space Applications and Telecommunications (ECSAT), Oxfordshire, Regne Unit[36]
- European Astronaut Centre (EAC), Colònia, Alemanya
- ESA Centre for Earth Observation (ESRIN), Frascati, Itàlia
- Port Espacial Europeu de Kourou (CSG), Kourou, Guaiana Francesa
- European Space Tracking Network (ESTRACK)
- European Data Relay System

## Comparació amb altres agències espacials
LA ESA té un pressupost de 4.020 milions d'euros (després s'han d'afegir els pressupostos de les agències espacials de cada país membre), cosa que la situa en segon lloc per darrere de la NASA, amb un pressupost de 13.000 milions d'euros. En tercer lloc està l'agència espacial japonesa JAXA amb un pressupost de 1.600 milions d'euros i l'agència xinesa, amb un pressupost de 1.000 milions d'euros. No obstant s'ha de tenir en compte que països com la Xina, tenen un poder adquisitiu més petit (sous més barats i materials més barats), i amb uns càlculs senzills es pot deduir que equitativament l'agència espacial xinesa és com si es gastés 9.000 milions d'euros, i l'agència Índia, 3.000 milions d'euros.
L'Agència Espacial Russa, que abans fou pionera i primera potència mundial ha hagut de reduir dràsticament el pressupost i té actualment un pressupost al voltant de 900 milions d'euros.

## Televisió

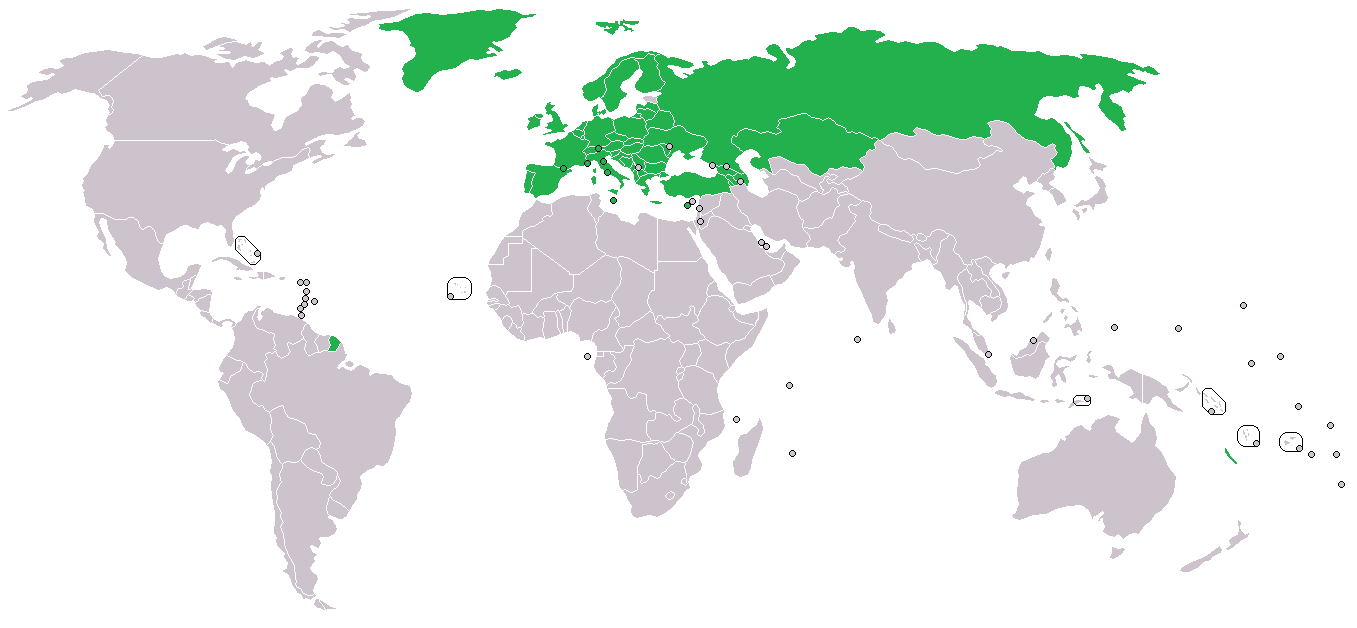
Zones a les quals al satèl·lit Eutelsat transmet ESA Television

ESA Television és la cadena de televisió que emet l'AEE. Es transmet tan sols per mitjà d'una xarxa de Televisió per satèl·lit, i periòdicament emet programació per l'Eutelsat, en concret, pel satèl·lit Eutelsat 9A, que permet la recepció de la informació a Europa, Africa del Nord i Orient Mitjà. A més a més, de tant en tant, emet esdeveniments en directe, també a través dels diferents satèl·lits d'Eutelsat a tot el continent europeu. El satèl·lit propietat de l'Agència Espacial Europea difon les emissions, livestreams i programes a tot Europa gràcies al EUTELSAT 9A, a 9° est de banda K, amb el transponder 59 (11900.1 MHz, de polarització horitzontal). Utilitza el DVB-S2.
ESA Television emet Retransmissió en directe de llançaments de satèl·lits i missions espacials, Informació i notícies actualitzades via EBS i Dos magazins al mes de 4 minuts cada un, que es retransmet fins a 21 vegades en set idiomes diferents. Tot això es pot trobar al catàleg en línia de la web. D'inici, l'ESA Television no s'emetia simultàniament a través d'internet, així doncs, la programació era descarregable gràcies a un lloc web de FTP. Aquest requeria que els usuaris iniciessin sessió; es podia accedir al nom d'usuari i la contrasenya registrant-se al Servei de Notificació de la Televisió d'ESA. Un cop registrats, els usuaris que accedissin al canal, hi podien trobar tot el material penjat. Des del 2008, a part del que ja hem explicat, l'ESA ja transmet alguns esdeveniments i activitats en directe, utilitzant la plataforma Livestream.com. Entre aquestes activitats, hi podem trobar exploracions espacials llançaments i fins i tot algunes transmissions periòdiques. També s'informa de les pròximes transmissions, de manera que a la pàgina web s'indica el dia, l'hora d'inici i fi de la transmissió i el tipus i format.